# 에반 믹
에반 데이비드 믹(Evan David Meek , 1983년 5월 12일 ~ )은 전  미국의 야구 선수이다.

## 한국 프로야구 시절

### KIA 타이거즈시절
2015년 7월 20일 필립 험버의 대체 용병으로 영입되었고, 주로 불펜 투수로 기용하였다.
2015 시즌 16경기에 등판해 4승, 평균자책점 4.44를 기록하였다.